# Pârșani, Dolj
Pârșani este o localitate dispărută de pe teritoriul comunei Pielești, județul Dolj, România.  Localitatea a fost înglobată în satul Pielești.